# GOTO
(Brian Kernighan & Dennis Ritchie, The C Programming Language)
In informatica,  GO TO o GOTO (lett. "vai a") è un'istruzione di controllo di flusso di esecuzione. Essa è prevista in vari linguaggi di programmazione e consente di effettuare salti incondizionati da un punto all'altro del codice. In passato veniva spesso impiegata, tuttavia il suo utilizzo risultava spesso improprio, rendendo illeggibile o di difficile comprensione un algoritmo o una procedura e dando vita a quelli che in gergo vengono chiamati spaghetti code.

## Descrizione
Questa istruzione è presente in Fortran, ALGOL, COBOL, SNOBOL, BASIC, Lisp, C, C++, Pascal, Perl, PHP (dalla versione 5.3) e molti altri meno noti. In Assembly, ed in generale nei linguaggi a basso livello, è un'istruzione fondamentale per controllare il flusso delle istruzioni (ed adattarsi ai linguaggi di programmazione che non ne fanno volutamente uso).
Negli assembly essa corrisponde ad un'istruzione di salto e può essere chiamata con nomi diversi: BRA (da "branch"), JP, JMP o JUMP con tutte le loro varianti condizionali (zero, nonzero, carry, ecc.)
Era molto in voga nei linguaggi (ormai obsoleti) legati al numero di riga, come il BASIC. La sintassi era: 
```
GOTO
 
numero
 
di
 
riga

```

Altri linguaggi senza numeri di riga, come il C o il PHP, utilizzano delle etichette che identificano l'indirizzo di codice a cui si vuole saltare.
Nei linguaggi ad alto livello può essere usata per uscire rapidamente da cicli profondamente nidificati.
Ai giorni nostri l'uso di questa istruzione in tali linguaggi è generalmente considerato indice di cattiva programmazione (il cosiddetto "spaghetti code") perché viola le basi della programmazione strutturata.
Come dimostrato dal teorema di Böhm-Jacopini, un'attenta scrittura del codice può evitare di ricorrere a istruzioni GOTO, anche se è a volte necessario introdurre variabili aggiuntive o un ulteriore costrutto logico. L'assenza di GOTO rende comunque il codice più facile da analizzare.
Tuttavia, in linguaggi che non prevedano le eccezioni oppure nella scrittura di sistemi operativi, i salti incondizionati nel codice possono essere una valida scelta nel caso di rollback di operazioni o deallocazione di risorse allocate attraverso passi successivi, quando in uno di tali passi si verifichi una condizione di errore. Il codice sorgente del kernel Linux è ricco di GOTO, spesso finalizzati a tale scopo.

## Esempi
I seguenti esempi stampano tutti a schermo 10 righe numerate progressivamente

### Linguaggio BASIC
Esempio di utilizzo dell'istruzione goto
```
 
10
 
LET
 
i
 
=
 
1

 
20
 
PRINT
 
i

 
30
 
LET
 
i
 
=
 
i
 
+
 
1

 
40
 
IF
 
i
 
<
 
10
 
THEN
 
GOTO
 
20

```

Esempio di programmazione strutturata senza goto
```
 
10
 
LET
 
i
 
=
 
1

 
20
 
DO

 
30
 
PRINT
 
i

 
40
 
LET
 
i
 
=
 
i
 
+
 
1

 
50
 
LOOP
 
WHILE
 
i
 
<
 
10

```

### Linguaggio C/C++
Esempio di utilizzo dell'istruzione goto
```
 
int
 
i
 
=
 
1
;

 
etichetta
:

 
printf
(
"riga %d
\n
"
,
 
i
++
);

 
if
 
(
i
 
<
 
10
)
 
goto
 
etichetta
;

```

Esempio di programmazione strutturata senza goto
```
 
int
 
i
 
=
 
1
;

 
do
 
{

    
printf
(
"riga %d
\n
"
,
 
i
++
);

 
}
 
while
 
(
i
 
<
 
10
);

```

oppure
```
for
(
int
 
i
 
=
 
0
;
 
i
 
<
 
10
;
 
i
++
)

    
printf
(
"riga %d
\n
"
,
 
i
);

```